# کشف قیمت
در اقتصاد و امور مالی، فرایند کشف قیمت (که مکانیسم کشف قیمت نیز نامیده می‌شود) فرایند تعیین قیمت یک دارایی در بازار از طریق تعاملات خریداران و فروشندگان است.

## بررسی اجمالی
کشف قیمت با ارزش‌گذاری متفاوت است. فرایند کشف قیمت شامل خریداران و فروشندگانی است که به قیمت معامله برای یک کالای خاص در یک زمان معین می‌رسند. فرایند کشف قیمت شامل:
- خریداران و فروشنده (تعداد، اندازه، مکان، و تصورات ارزشیابی)
- مکانیسم بازار (فرایندهای مناقصه و تسویه، نقدینگی)
- اطلاعات موجود (مقدار، به موقع بودن، اهمیت و میزان و قابلیت اطمینان) از جمله معاملات و قرادادهای آتی و سایر بازارهای مرتبط
- و انتخاب‌های مدیریت ریسک می‌باشد.

در طول رکود بازار، تعیین ارزش اوراق بهادار غیرنقدی که در پرتفوی نگهداری می‌شوند، تا حدی به دلیل میزان بدهی مرتبط با این اوراق و تا حدی به دلیل مکانیسم‌های کمتر برای کشف قیمت، چالش‌برانگیز می‌شود.